# هيروكازو تاناكا
هيروكازو تاناكا (田中宏和 تاناكا هيروكازو) (Hirokazu "Hip" Tanaka هيروكازو «هيب» تاناكا) هو ملحن ومؤلف أغاني ياباني ولد في 13 ديسمبر 1957 في كيوتو.

## أعماله في ألعاب الفيديو
- دونكي كونج (المؤثرات الصوتية)
- دونكي كونغ 3
- وايلد غانمان
- داك هنت
- هوغانز آلاي
- أوربان شامبيون
- بالوون فايت
- ريكينغ كرو
- ميترويد
- كيد إيكاروس
- فاميكوم وورز (بالتعاون مع كينجي ياماموتو)
- فاير إمبلم: تنين الظلام وسيف النور (التوجيه الفني)
- سوبر ماريو لاند
- تتريس (جيم بوي)
- إيرثباوند بيغينينغز (بالتعاون مع كييتشي سوزوكي)
- دكتور ماريو
- بالوون كيد
- ماريو بينت (بالتعاون مع ريوجي يوشيتومي وكازومي توتاكا)
- إيرثباوند (بالتعاون مع كييتشي سوزوكي)
- سنوبي كونسرت (بالتعاون مع ميناكو هامانو)
- سوبر سماش برذرز براول

## أعماله في تأليف الأغاني
- めざせポケモンマスター (شارة البداية الأولى لمسلسل أنمي بوكيمون)
- ひゃくごじゅういち (شارة النهاية الأولى لمسلسل أنمي بوكيمون)
- ニャースのうた (شارة النهاية الثانية لمسلسل أنمي بوكيمون)
- ポケットにファンタジー (شارة النهاية الثالثة لمسلسل أنمي بوكيمون)
- ポケモン音頭 (شارة النهاية الرابعة لمسلسل أنمي بوكيمون)
- タイプ・ワイルド (شارة النهاية الخامسة لمسلسل أنمي بوكيمون)
- ライバル！ (شارة البداية الثانية لمسلسل أنمي بوكيمون)

## وصلات خارجية
- هيروكازو تاناكا على موقع IMDb (الإنجليزية)
- هيروكازو تاناكا على موقع ميوزك برينز (الإنجليزية)
- هيروكازو تاناكا على موقع ديسكوغز (الإنجليزية)
- هيروكازو تاناكا على موقع ديسكوغز (الإنجليزية)
- هيروكازو تاناكا على موقع ديسكوغز (الإنجليزية)
- هيروكازو تاناكا على موقع قاعدة بيانات الفيلم (الإنجليزية)
- هيروكازو تاناكا على موقع كينوبويسك (الروسية)